# Joseph-Louis Lagrange

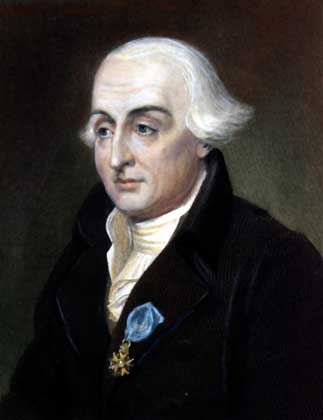
Gemälde von Joseph-Louis Lagrange

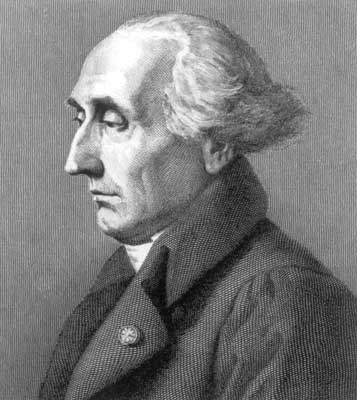
Joseph-Louis Lagrange

Graf Joseph-Louis de Lagrange (* 25. Januar 1736 in Turin als Giuseppe Lodovico Lagrangia; † 10. April 1813 in Paris) war ein französischer Mathematiker und Astronom italienischer Herkunft.

## Leben
Lagrange wurde als Giuseppe Ludovico Lagrangia geboren. Sein Vater, Giuseppe Francesco Lodovico Lagrangia, war Schatzmeister der Artillerie des Königs von Sardinien. Seine Mutter war Maria Teresa Grosso, Tochter eines wohlhabenden Arztes aus Cambiano. Lagrange besuchte das Turiner Kolleg, wo er mit siebzehn das erste mathematische Interesse zeigte, nachdem er zufällig auf eine Veröffentlichung Edmund Halleys von 1693 gestoßen war. Sein Vater wollte, dass er Anwalt werde, aber in der Schule interessierte sich Lagrange schließlich mehr für Mathematik, speziell die Geometrie. Er brachte sich innerhalb eines Jahres das gesamte Wissen eines vollständig ausgebildeten Mathematikers seiner Zeit bei.
Mit 19 Jahren erhielt er einen Lehrstuhl für Mathematik an der Königlichen Artillerieschule in Turin. Hier veröffentlichte er seine ersten wissenschaftlichen Arbeiten über Differentialgleichungen und Variationsrechnung.
1757 gehört er zu den Gründern der Turiner Akademie für Wissenschaften, zusammen mit Graf Saluzzo und dem Physiker und Arzt Giovanni Cigna.

### Berlin (1766–1787)
Dem Ruf Friedrichs II. von Preußen folgend ging Lagrange 1766 als Nachfolger von Leonhard Euler als Direktor an die Königlich-Preußische Akademie der Wissenschaften, deren Mitglied er seit 1756 war, nach Berlin. Hier beschäftigte er sich mit Problemen der Astronomie, aber auch mit partiellen Differentialgleichungen sowie Fragen aus Geometrie und Algebra.

### Paris (1787–1813)
Nach dem Tod Friedrichs II. 1786 ging er 1787 als Pensionär der Académie des sciences, deren Mitglied er bereits seit 1772 war, nach Paris. Nach einer Phase der Depression erschien 1788 hier sein bekanntes Werk über theoretische Physik Mécanique analytique; eine weitere Veröffentlichung behandelt das Dreikörperproblem der Himmelsmechanik.
1793 begann im Zuge der französischen Revolution die Terrorherrschaft, und alle Ausländer wurden aus Frankreich verbannt. Lagrange erhielt allerdings eine Ausnahmegenehmigung. Ab 1795 lehrte er für kurze Zeit an der École Normale Supérieure und trat in das neu gegründete Institut de France ein. Ab 1797 lehrte er an der École polytechnique.

## Leistungen
Lagrange begründete die analytische Mechanik (Lagrange-Formalismus mit der Lagrange-Funktion), die er 1788 in seinem berühmten Lehrbuch Mécanique analytique darstellte. Weitere Arbeitsgebiete waren das Dreikörperproblem der Himmelsmechanik (Lagrange-Punkte), die Variationsrechnung und die Theorie der komplexen Funktionen. Er leistete Beiträge zur Gruppentheorie (bevor diese als eigener Forschungszweig existierte) und zur Theorie der quadratischen Formen in der Zahlentheorie. In der Analysis ist die Lagrangesche Darstellung des Restgliedes der Taylor-Formel und in der Theorie der Differentialgleichungen die Lagrange-Multiplikatorenregel bekannt.

## Werke, Namensgeberschaft und Beteiligung
- Satz von Lagrange
- Interpolation
- Lagrange-Dichte
- Lagrange-Formalismus
- Lagrange-Multiplikator
- Lagrange-Polynom
- Lagrange-Punkt
- Lagrange-Resolvente
- Vier-Quadrate-Satz

## Schriften (Auswahl)
- Théorie Des Fonctions Analytiques, Contenant Les Principes Du Calcul Différentiel, Dégagés De Toute Considération D'Infiniment Petits ou d'Évanouissans, De limites Ou de Fluxions, Et Réduits A L'Analyse Algébrique Des Quantités Finies.[5] Paris : Imprimerie de la République, Prairial an V, Paris 1797.
- Lagrange's Mathematische Elementarvorlesungen.[6] Deutsche Separatausgabe von H. Niedermüller, Teubner, Leipzig 1880.
- Mécanique Analytique.[7][4] Desaint, Paris 1788; 2. Auflage in 2 Bänden, Courcier, Paris 1811–1815.
  - auch Oeuvres, Band 11, 12
  - Deutsche Übersetzung von Friedrich Murhard: Analytische Mechanik. Vandenhoeck & Ruprecht, Göttingen 1797, die Übersetzung der 4. Auflage von H. Servus erschien bei J. Springer 1887.
- Oeuvres. [deutsch: Werke] Gauthier-Villars, Paris 1867–1892, Herausgeber Joseph Serret, Gaston Darboux, Ludovic Lalanne, 14 Bände, SUB Göttingen, Gallica.
- Théorie des variations séculaires des éléments des planètes, Berlin[8]
- Mémoire sur le passage de Vénus du 3 juin 1769, Berlin[9]

## Auszeichnungen und Ehrungen
1776 wurde er Ehrenmitglied der Russischen Akademie der Wissenschaften in St. Petersburg, 1791 Fellow der Royal Society und 1790 Fellow und 1813 Ehrenmitglied der Royal Society of Edinburgh. 1801 wurde er zum auswärtigen Mitglied der Göttinger Akademie der Wissenschaften gewählt. Seit 1808 war er auswärtiges Mitglied der Bayerischen Akademie der Wissenschaften.
Unter Napoleon I. erhielt er in der Noblesse impériale den Titel eines Grafen (1808) und wurde zum Senator von Frankreich ernannt. Dadurch lernte er den Vater von Augustin-Louis Cauchy kennen und wurde zu einem Förderer Cauchys.
Lagrange ist im Panthéon bestattet. Er ist namentlich auf dem Eiffelturm verewigt.
Der Mondkrater Lagrange, der Asteroid (1006) Lagrangea sowie die Librationspunkte zweier Himmelskörper sind nach ihm benannt.